# Trigonopterus collaris
Trigonopterus collaris – gatunek chrząszcza z rodziny ryjkowcowatych i podrodziny krytoryjków.

## Taksonomia
Gatunek ten opisany został po raz pierwszy w 2019 roku przez Alexandra Riedela na łamach „ZooKeys”. Współautorem publikacji jest Raden Pramesa Narakusumo. Jako miejsce typowe wskazano górę Karre, znaną także jako Wokim, położoną w Rantepao w kabupatenie Tana Toraja w indonezyjskiej prowincji Celebes Południowy. Epitet gatunkowy oznacza po łacinie „szyjny”.

## Morfologia
Chrząszcz o ciele długości od 4,1 do 4,4 mm, wysklepionym, w zarysie prawie jajowatym ze słabym przewężeniem między przedpleczem a pokrywami, ubarwionym czarno z rdzawymi czułkami i stopami. Ryjek samca zaopatrzony jest w listewkę środkową i parę listewek przyśrodkowych. Epistom jest niewyraźny. Powierzchnia przedplecza jest grubo i gęsto punktowana i siateczkowana, a pośrodku urzeźbiona żeberkami. Pokrywy mają płytkie rzędy z grubymi i rozproszonymi punktami oraz gęsto punktowane barki. Listewki przednio-brzuszne na udach przedniej pary są niezmodyfikowane i zakończone tępym ząbkiem, na tych par pozostałych zaś są karbowane i zakończone ostrym ząbkiem. Tylna para odnóży ma na udach przedwierzchołkową łatkę strydulacyjną i lekko karbowaną krawędź tylno-grzbietową. Genitalia samca mają prącie o bokach prawie równoległych, pośrodku i przed szczytem przewężonych, a wierzchołku prawe kanciastym i skąpo porośniętym szczecinkami. Aparat przenoszący jest biczykowaty, a przewód wytryskowy jest wyposażony w wyraźny bulbus.

## Ekologia i występowanie
Ryjkowiec ten zasiedla górskie lasy. Spotykany jest na rzędnych od 1100 do 1420 m n.p.m. Bytuje w ściółce.
Owad orientalny, endemiczny dla Celebesu, znany z dwóch stanowisk w prowincji Celebes Południowy.